# جون بروف
جون بروف (بالإنجليزية: John Brough)‏ هو لاعب كرة قدم بريطاني، ولد في 31 مارس 1960 في إدنبرة في المملكة المتحدة. شارك مع منتخب اسكتلندا تحت 21 سنة لكرة القدم. أما مع النوادي، فقد لعب مع نادي بارتيك ثيسل وهارت أوف ميدلوثيان.